# Козлац
Козлац, козалац, вино и ракија, змијино грожђе, змијин чешаљ, календар, закозник или мајасил (лат. Arum maculatum), вишегодишња је зељаста биљка из породице козлаца (Araceae).

## Име
Порекло имена:
- рода од гр. aros = користан;
- врсте од лат. maculatus = пегав.

## Опис биљке
Подземно стабло образује лоптасте или цилиндричне ризоме. Надземна стабљика висока до 40 cm и у њеној основи се налазе крупни листови са лискама копљастог облика и дугачким дршкама које су образују рукавце. Лиске су са лица тамнозелене са тамносмеђим пегама. Цветови образују цваст клип обавијену спатом, приперком у облику фишека, који је споља зелен, а унутра жућкаст и често покривен љубичастим пегама. Цветови су једнополни, миришу на труло месо што привлачи одређене инсекте који улазе у доњи, проширени део спате где су смештени женски и мушки цветови. Плод је бобица наранџастоцрвене боје која се развија из женских цветова.

## Хемијски састав дроге
Од козлаца се као дрога користи ризом (Ari rhizoma) који се у рано пролеће вади из земље и суши на сунцу или на промаји.
Хемијски састав ове биљке је још недовољно проучен, зна се да садржи:
- скроб (до 70%) и још неке полисахариде;
- флавоноиде;
- кумарине;
- етарско уље у малим количинама;
- алкалоиде;
- сапонине и др.

## Употреба
Ризом козлаца се користи углавном у хомеопатији. Употреба у званичној и народној медицини је напуштена.
Треба бити опрезан при коришћењу ризома, односно, користити га само уз консултацију са стручним лицем, јер је у свежем стању отрован.